# Episodi di California (sesta stagione)
Questa voce contiene trame, dettagli e crediti dei registi e degli sceneggiatori della sesta stagione della serie televisiva California.
Negli Stati Uniti d'America, è stata trasmessa per la prima volta dalla CBS dal 20 settembre 1984 al 16 maggio 1985, posizionandosi al 9º posto nei rating Nielsen di fine anno con il 20,0% di penetrazione e con una media di quasi 17 milioni di spettatori.
In Italia è stata trasmessa in prima visione nel 1986.
Il cast regolare di questa stagione è composto da: Alec Baldwin (Joshua Rush), William Devane (Gregory Sumner), Kevin Dobson ('Mack' Patrick MacKenzie), Julie Harris (Lilimae Clements), Lisa Hartman (Cathy Geary Rush), Michele Lee (Karen MacKenzie), Constance McCashin (Laura Avery), Donna Mills (Abby Ewing), Ted Shackelford (Gary Ewing), Douglas Sheehan (Ben Gibson), Joan Van Ark (Valene Ewing).
| nº | Titolo originale          | Titolo italiano              | Prima TV USA      | Prima TV Italia |
| -- | ------------------------- | ---------------------------- | ----------------- | --------------- |
| 1  | Buying Time               | Il tempo è prezioso          | 20 settembre 1984 |                 |
| 2  | Calculated Ricks          | Rischi calcolati             | 27 settembre 1984 |                 |
| 3  | Hanging Fire              | Cessate il fuoco             | 4 ottobre 1984    |                 |
| 4  | A Little Help             | Testimone a favore           | 11 ottobre 1984   |                 |
| 5  | Ipso Facto                | Un party eccezionale         | 18 ottobre 1984   |                 |
| 6  | Truth and Consequences    | Divorzio all'americana       | 25 ottobre 1984   |                 |
| 7  | Love to Take You Home     | Un figlio ritrovato          | 1º novembre 1984  |                 |
| 8  | Tomorrow Never Knows      | Domani non si sa             | 8 novembre 1984   |                 |
| 9  | We Come Together          | Felice ringraziamento        | 22 novembre 1984  |                 |
| 10 | Message in a Bottle       | Il messaggio nella bottiglia | 29 novembre 1984  |                 |
| 11 | Distant Locations         | Lontano, non si sa dove      | 6 dicembre 1984   |                 |
| 12 | Uncharted Territory       | Torna a casa Valene          | 13 dicembre 1984  |                 |
| 13 | Weighing of Evils         | Il peso del male             | 20 dicembre 1984  |                 |
| 14 | No. 14 With a Bullet      | Un intrigo smascherato       | 27 dicembre 1984  |                 |
| 15 | Inside Information        | Silenzio stampa              | 3 gennaio 1985    |                 |
| 16 | Out of the Past           | Nei meandri della memoria    | 10 gennaio 1985   |                 |
| 17 | Lead Me to the Altar      | Portami all'altare           | 24 gennaio 1985   |                 |
| 18 | Fly Away Home             | Una rottura definitiva       | 31 gennaio 1985   |                 |
| 19 | Rough Edges               | Sospetti fondati             | 7 febbraio 1985   |                 |
| 20 | The Emperor's Clothes     | Gli abiti dell'imperatore    | 14 febbraio 1985  |                 |
| 21 | The Deluge                | Il diluvio                   | 21 febbraio 1985  |                 |
| 22 | A Piece of the Pie        | Un'eredità inaspettata       | 28 febbraio 1985  |                 |
| 23 | The Forest for the Trees  | Alla ricerca della verità    | 14 marzo 1985     |                 |
| 24 | A Man of Good Will        | Microonde pericolose         | 21 marzo 1985     |                 |
| 25 | For Better, For Worse     | Cospirazione internazionale  | 1º aprile 1985    |                 |
| 26 | Four, No Trump            | Triplo gioco                 | 18 aprile 1985    |                 |
| 27 | A Price to Pay            | Una poltrona vuota           | 25 aprile 1985    |                 |
| 28 | One Day in a Row          | I gemelli scomparsi          | 2 maggio 1985     |                 |
| 29 | Vulnerable                | Segreti                      | 9 maggio 1985     |                 |
| 30 | The Long and Winding Road | L'adozione illegale          | 16 maggio 1985    |                 |